# Ватанабе Рінка
Рíнка Ватанáбе (яп. 渡辺 倫果; нар. 19 липня 2002, Тіба, Японія) — японська фігуристка, що виступає в жіночому одиночному катанні. Бронзова призерка Чемпіонату чотирьох континентів (2024). Переможниця етапу Гран-прі Skate Canada 2022 та турніру серії «Челленджер» Lombardia Trophy 2022.
Станом на 22 січня 2025 року посідає 10-те місце у рейтингу Міжнародного союзу ковзанярів.

## Біографія
Рінка Ватанабе народилася 19 липня 2002 року в Тібі, Японія.
За її словами, вона вивчила англійську мову під час життя і навчання в Ванкувері.

## Спортивна кар'єра
Ватанабе почала займатися фігурним ковзанням у віці трьох років після того, як по телевізору спостерігала за перемогою Сідзукі Аракаві на Зимових Олімпійських іграх 2006.
Після виграшу в 2013 році золотої медалі японського національного турніру B для новачків її запросили взяти участь у гала-концерті NHK Trophy 2013.
У 2017 році Ватанабе переїхала до Ванкувера після того, як її давній тренер Мегуму Секі переїхав з Тіби, щоб тренувати там.
Маючи кілька міжнародних визнань у перші роки своєї юніорської кар’єри, вона виграла юніорську срібну медаль на Bavarian Open 2018 і золото в юніорських змаганнях на Coupe du Printemps 2019.
Після спалаху пандемії COVID-19 у 2020 році ковзанка, на якій Ватанабе тренувалася у Ванкувері, закрилася, що змусило її повернутися до Японії і тренуватися там. Ватанабе деякий час тренувала Міе Хамада, доки навесні 2021 року не відкрили ковзанку у її рідному місті Тіба. Її тренерами стали Кенсуке Наканіва, Макото Наката, Момое Нагума та Ая Тануе.

#### Сезон 2021—2022
Посіла шосте місце на Чемпіонаті Японії.
Ватанабе брала участь у юніорському дивізіоні на Відкритому чемпіонаті Баварії, вигравши срібну медаль і заробивши технічний мінімум, необхідний для Чемпіонату світу серед юніорів 2022. Потім вона з'явилася на Coupe du Printemps на старшому рівні, вигравши золото, а потім посіла десяте місце на Чемпіонаті світу серед юніорів, завершивши сезон.

#### Сезон 2022—2023
Ватанабе розпочала сезон 2022—2023, дебютувавши в серії Challenger на CS Lombardia Trophy 2022, де вона виграла золото, перемігши чинну чемпіонку світу Каорі Сакамото. Вона також подолала поріг у 200 балів вперше на міжнародному рівні.
Після успіху Рінки на Lombardia Trophy її було обрано замінити Вакабу Хігучі в обох етапах Гран-прі, коли Хігучі відмовилася через травму. Дебютувавши на Гран-прі на Skate Canada International 2022, Рінка вважалася фаворитом, але посіла шосте місце в короткій програмі через проблеми з ротацією під час деяких потрійних стрибків. В довільній програмі вона посіла перше місце, в загальному заліку також стала першою.
Виступала на NHK Trophy 2022, посіла дев’яте місце в короткій програмі і третє місце в довільній. В загальному заліку вона стала п’ятою.
Результати Ватанабе на Гран-прі дозволили їй взяти участь у Фіналі Гран-прі в Турині, де вона виступала разом з іншими японками: Каорі Сакамото і Маї Міхарою. Ватанабе стала четвертою в короткій програмі і третьою в довільній, в загальному заліку вона стала четвертою, поступившись бронзовій призерці Луні Гендрікс 0,34 бала.
Ватанабе мала труднощі в короткій програмі  на Чемпіонаті Японії 2023, посівши вісімнадцяте місце. Після довільної програми вона піднялася на дванадцяте місце. Незважаючи на цей поганий результат на національному чемпіонаті, її міжнародні результати принесли їй путівки на Чемпіонат чотирьох континентів 2023 та Чемпіонат світу 2023.
На Чемпіонаті чотирьох континентів у Колорадо-Спрінгс через помилки Ватанабе посіла восьме місце в короткій програмі. У довільній програмі вона була однією з трьох фігуристок, які спробували зробити потрійний аксель, і єдиною, хто вдало приземлився, хоча вона припустилася помилки в обох спробах виконати потрійний лутц. В довільній програмі вона стала четвертою, а в загальному заліку п'ятою.
На Чемпіонаті світу 2023 стала п'ятнадцятою в короткій програмі і сьомою в довільній. В загальному заліку стала десятою.

#### Сезон 2023—2024
У своєму першому міжнародному змаганні в сезоні, «Челленджері» Finlandia Trophy вона виграла срібну медаль.
На Skate Canada 2023 вона стала шостою. Під час виступу на Cup of China 2023 фігуристка виграла срібну медаль, відставши лише на 0,75 балів від золотої медалістки Хани Йосіди.
На Чемпіонаті Японії посіла шосте місце. Незважаючи на свій національний результат, її призначили в японську команду на Чемпіонат чотирьох континентів 2024 року, де вона фінішувала четвертою в короткій програмі, на 1,03 бала відстаючи від американки Ави Марі Зіґлер, яка посіла третє місце. У довільній програмі Ватанабе успішно виконала потрійний аксель і п'ять інших потрійних стрибків. Вона фінішувала другою в сегменті та піднялася на третє місце в загальному заліку, випередивши Зіґлер на 1,02 бали. Пізніше Рінка сказала: «Я не зовсім задоволена своїми результатами у цьому сезоні, однак я задоволена своїм потрійним акселем, хоча я припустилася кількох помилок у потрійних стрибках. Я докладу усіх зусиль, щоб працювати над цим у майбутньому».

#### Сезон 2024—2025
На початку сезону Рінка виступила на турнірі Lombardia Trophy. У короткій програмі вона впала з потрійного акселя і посіла шосте місце. У довільній програмі припустилася кількох помилок, зокрема два падіння з двох потрійних акселів. Стала восьмою як у довільній програмі, так і у загальному заліку.
На етапі Гран-прі Skate America фігуристка здобула срібну медаль, поступившись Вакабі Хігуті. На етапі Cup of China Ватанабе посіла п'яте місце за коротку програму та шосте за довільну, ставши п'ятою в загальному заліку. Вона не відібралася до Фіналу Гран-прі, а стала однією з запасних.

## Програми
| Сезон     | Коротка програма | Довільна програма | Показові номери                                                    |
| --------- | --- | --- | ------------------------------------------------------------------ |
| 2024—2025 | - Соната для фортепіано № 14 Людвіг ван Бетховен. Хореографиня-постановниця Ше-Лінн Бурн                                                                | - «María de Buenos Aires» Астор П'яццола. Хореографиня-постановниця Лорі Ніколь | - «Moon River» Генрі Манчіні (у виконанні Одрі Гепберн)            |
| 2023—2024 | - «You Give Me Strength» - «Happiness Is Simple» - «Na'vi Attack» (з фільму «Аватар: Шлях води») Саймон Франглен. Хореограф-постановник: Кендзі Міямото | - «Brotsjór» Оулавюр Арнальдс - «Goliath» Woodkid - «Meeting Laura» (з фільму «Парфумер: Історія одного вбивці»). Том Тиквер, Джонні Клаймек та Райнгольд Гайль - «November» Макс Ріхтер. Хореографиня-постановниця: Ше-Лінн Бурн | - «Break Free» Аріана Гранде та Zedd                               |
| 2022—2023 | - «El Tango de Roxanne» (з фильму «Мулен Руж!») у виконанні Юен Макгрегору, Хосе Фелісіано. Хореографія Кендзі Міямото                                  | - «Jin» Ю Такамі, Сейко Нагаока, Кан Савада. Хореографія Кеті Рід | - «This Is Me» (з фільму «Найвеличніший шоумен») Кіла Сеттл        |
| 2021—2022 | - «Heartlines» Florence and the Machine. Хореографія Ленс Віпонд                                                                                        | - «Carmina Burana» Карл Орфф Хореографія Кеті Рід | - «Bachelorette» Florence and the Machine. Хореографія Мегуму Секі |
| 2020—2021 | - «Bachelorette» Florence and the Machine. Хореографія Мегуму Секі                                                                                      | - «Sunday Afternoon» Карл Орфф. Хореографія Мегуму Секі |                                                                    |

## Спортивні досягнення

### Сезони: з 2017—18 до т.ч.
| Міжнародні                     | Міжнародні | Міжнародні | Міжнародні | Міжнародні | Міжнародні | Міжнародні | Міжнародні | Міжнародні |
| Змагання                       | 17/18      | 18/19      | 19/20      | 20/21      | 21/22      | 22/23      | 23/24      | 24/25      |
| ------------------------------ | ---------- | ---------- | ---------- | ---------- | ---------- | ---------- | ---------- | ---------- |
| Чемпіонат світу                |            |            |            |            |            | 10         |            |            |
| Чемпіонат чотирьох континентів |            |            |            |            |            | 5          | 3          |            |
| Фінал Гран-прі                 |            |            |            |            |            | 4          |            |            |
| Етап Гран-прі. Skate America   |            |            |            |            |            |            |            | 2          |
| Етап Гран-прі. Skate Canada    |            |            |            |            |            | 1          | 6          |            |
| Етап Гран-прі. Cup of China    |            |            |            |            |            |            | 2          | 5          |
| Етап Гран-прі. NHK Trophy      |            |            |            |            |            | 5          |            |            |
| Челленджер. Finlandia Trophy   |            |            |            |            |            |            | 2          |            |
| Lombardia Trophy               |            |            |            |            |            | 1          | 3          | 8          |
| Coupe du Printemps             |            |            |            |            | 1          |            |            |            |
| Міжнародні юніорські           |            |            |            |            |            |            |            |            |
| Чемпіонат світу серед юніорів  |            |            |            |            | 10         |            |            |            |
| Bavarian Open                  | 2          |            |            |            | 2          |            |            |            |
| Coupe du Printemps             |            | 1          |            |            |            |            |            |            |
| Національні                    |            |            |            |            |            |            |            |            |
| Чемпіонат Японії               | 19         | 18         |            | 27         | 6          | 12         | 6          |            |
| Чемпіонат Японії серед юніорів | 5          | 4          |            |            |            |            |            |            |
| Eastern Sect.                  |            |            |            | 3          | 1          |            |            |            |
| Tokyo Reg.                     |            |            |            |            | 2          | 3          | 6          |            |
| Tohoku-Hokkaido Reg.           |            |            |            | 1          |            |            |            |            |
| Національні юніорські          |            |            |            |            |            |            |            |            |
| Eastern Sect.                  | 1          | 5          | 16         |            |            |            |            |            |
| Tohoku-Hokkaido Reg.           | 1          | 3          | 3          |            |            |            |            |            |

### Сезони: з 2012—13 по 2016—17
| Coupe du Printemps                      |      |     |     | 1   |      |
| Національні                             |      |     |     |     |      |
| Чемпіонат Японії серед юніорів          |      |     | 30  | 13  |      |
| Japan Novice                            | 11 B | 1 B | 5 A | 4 A |      |
| Tokyo Reg.                              | 3 B  | 1 B | 1 А | 1 A | 48 J |
| А = Новачок A; B = Новачок B; J = Юніор |      |     |     |     |      |